# Ato Essandoh
Ato Essandoh (Schenectady, 29 luglio 1972) è un attore statunitense.

## Biografia
Essandoh è nato a Schenectady da immigrati ghanesi. Dopo essersi diplomato nel 1990 alla New Rochelle High School, si è laureato in ingegneria chimica alla Cornell University, dove ha fatto parte della confraternita Phi Kappa Psi.
In seguito ha studiato recitazione allo Studio Artistico di New York; ha interpretato piccole parti in film come Hitch - Lui sì che capisce le donne, Blood Diamond - Diamanti di sangue, In viaggio con una rock star e Come un uragano. 
La sua prima parte importante nel mondo del cinema è stata nel 2012 in Django Unchained, un film di Quentin Tarantino. 
È apparso in molte serie televisive come Squadra emergenza, Una donna alla Casa Bianca, Law & Order - I due volti della giustizia, White Collar - Fascino criminale, The Good Wife, Blue Bloods, Madam Secretary, Person of Interest, Royal Pains , Law & Order: Criminal Intent e  The Diplomat.
A partire dal 2012 prende parte ad alcuni episodi come personaggio ricorrente nella serie televisiva Elementary, interpretando il ruolo di Alfredo Llamosa. Entrerà anche nel cast della serie BBC Copper recitando la parte del dottor Matthew Freeman.
Nel 2016 diventa uno dei protagonisti della serie Vinyl interpretando il ruolo di Lester Grimes, ma la serie viene cancellata dopo una sola stagione; sempre nello stesso anno recita al fianco di Matt Damon in Jason Bourne.

## Filmografia parziale

### Cinema
- The Experience Box, regia di Florian Sachisthal e Reid Green (2001)
- The Accident, regia di John Fletcher – cortometraggio (2001)
- Roger Dodger, regia di Dylan Kidd (2002)
- Si' Laraby, regia di Jason Hernandez-Rosenblatt (2003)
- La mia vita a Garden State (Garden State), regia di Zach Braff (2004)
- Salome, regia di Andrew Bellware – cortometraggio (2004)
- Salvare la faccia (Saving Face), regia di Alice Wu (2004)
- Hitch - Lui sì che capisce le donne (Hitch), regia di Andy Tennant (2005)
- Prime, regia di Ben Younger (2005)
- Dawn's Early Light, regia di Paul Mollan – cortometraggio (2005)
- East Broadway, regia di Fay Ann Lee (2006)
- Blood Diamond - Diamanti di sangue (Blood Diamond), regia di Edward Zwick (2006)
- Brother's Shadow, regia di Todd S. Yellin (2006)
- Falling for Grace, regia di Fay Ann Lee (2007)
- Millennium Crisis, regia di Andrew Bellware (2007)
- Come un uragano (Nights in Rodanthe), regia di George C. Wolfe (2008)
- In viaggio con una rock star (Get Him to the Greek), regia di Nicholas Stoller (2010)
- Camp Hell, regia di George VanBuskirk (2010)
- Tu & Eu, regia di Edward Shieh – cortometraggio (2011)
- Art & Sex, regia di Florian Sachisthal e Reid Green (2011)
- The Discoverers, regia di Justin Schwarz (2012)
- Django Unchained, regia di Quentin Tarantino (2012)
- A Life for a Life, regia di Chandra Kilaru – cortometraggio (2013)
- Wish I Was Here, regia di Zach Braff (2014)
- Jason Bourne, regia di Paul Greengrass (2016)
- The Vampire Leland, regia di Tijuana Ricks – cortometraggio (2016)
- O.G. - Original Gangster (O.G.), regia di Madeleine Sackler (2018)
- X-Men: Dark Phoenix (Dark Phoenix), regia di Simon Kinberg (2019)

### Televisione
- Squadra emergenza (Third Watch) - serie TV, episodio 2x13 (2001)
- Chappelle's Show - serie TV, episodio 1x06 (2003)
- Law & Order - I due volti della giustizia (Law & Order) - serie TV, episodi 13x06-17x18 (2003-2007)
- Line of Fire - serie TV, episodio 1x01 (2003)
- Una donna alla Casa Bianca (Commander in Chief) - serie TV, episodio 1x01 (2005)
- Conviction - Sex & Law - serie TV, episodio 1x04 (2006)
- Royal Pains - serie TV, episodio 1x06 (2009)
- Make My Day - serie TV, episodio 1x01 (2009)
- Law & Order: Criminal Intent - serie TV, episodi 9x01-9x02 (2010)
- White Collar - Fascino criminale (White Collar) - serie TV, episodio 2x10 (2011)
- Damages - serie TV, episodi 4x05-4x07-4x09 (2011)
- Blue Bloods - serie TV, 6 episodi (2011-2015)
- Treme - serie TV, episodi 2x01-3x01 (2011-2012)
- Copper - serie TV, 23 episodi (2012-2013)
- Elementary - serie TV, 8 episodi (2012-2015)
- The Good Wife - serie TV, episodio 4x12 (2013)
- Believe - serie TV, 5 episodi (2014)
- Madam Secretary - serie TV, episodio 1x01 (2014)
- Girls - serie TV, episodi 4x02-4x03-4x04 (2015)
- Person of Interest - serie TV, episodio 4x18 (2015)
- Vinyl - serie TV, 9 episodi (2016)
- Chicago Med - serie TV, 33 episodi (2016-2021)
- Altered Carbon – serie TV, 9 episodi (2018-2020)
- The Code - serie TV, 12 episodi (2019)
- Loop (Tales from the Loop) – serie TV, 5 episodi (2020)
- Away - serie TV, 10 episodi (2020)
- Evil – serie TV, episodio 2x12 (2021)
- Lasciami entrare (Let the Right One In) – serie TV, 3 episodi (2022)

### Doppiatore
- Mià e il Migù (Mia et le Migou) - film d'animazione (2008)

## Doppiatori italiani
Nelle versioni in italiano delle opere in cui ha recitato, Ato Essandoh è stato doppiato da:
- Alessandro Messina in Django Unchained, X-Men: Dark Phoenix, Evil
- Nanni Baldini in Copper, Vinyl
- Simone Mori in Jason Bourne, Chicago Med
- Alessandro Rigotti in Law & Order: Criminal Intent
- Roberto Draghetti in Person of Interest
- Andrea Lavagnino in Altered Carbon
- Francesco De Francesco in White Collar
- Gianfranco Miranda in Blue Bloods
- Daniele Raffaeli in The Code
- Marco Foschi in Elementary (st. 1-3)
- Andrea Mete in Elementary (ep. 4x05, 6x09)
- Giuliano Bonetto in Loop
- Francesco Fabbri in Away
- Massimo Bitossi in Lasciami entrare
- Marco Bassetti in The Diplomat
- Stefano Crescentini in Reptile
- Marco Giansante in Extrapolations - Oltre il limite